# ويليام جون هان
ويليام جون هان (بالإنجليزية: William John Hahn)‏ هو محامي أمريكي، ولد في 5 نوفمبر 1841، وتوفي في 23 سبتمبر 1902.